# Nantes Rezé Métropole Volley 2014-2015
Questa voce raccoglie le informazioni riguardanti il Nantes Rezé Métropole Volley nelle competizioni ufficiali della stagione 2014-2015.

## Organigramma societario
Area direttiva
- Presidente: Thierry Rose
- Segreteria generale: Laurent Buvry

Area organizzativa
- Team manager: Dominique Amans
- Tesoriere: Hervé Bounolleau

Area tecnica
- Allenatore: Martin Demar

Area comunicazione
- Responsabile comunicazione: Valentin Sausse

## Rosa
| N° | Nome               | Ruolo | Data di nascita   | Nazionalità sportiva |
| -- | ------------------ | ----- | ----------------- | -------------------- |
| 1  | Frédéric Malick    | S     | 17 ottobre 1995   | Francia              |
| 2  | Jan Hadrava        | S     | 30 giugno 1991    | Rep. Ceca            |
| 3  | Aleš Holubec       | C     | 13 marzo 1984     | Rep. Ceca            |
| 6  | Max Burt           | C     | 25 luglio 1988    | Canada               |
| 7  | Florian Gosselin   | P     | 24 giugno 1987    | Francia              |
| 8  | Branislav Skladaný | P     | 16 novembre 1983  | Slovacchia           |
| 10 | Jean-Philippe Sol  | C     | 1º gennaio 1986   | Francia              |
| 11 | Alexander Berger   | S     | 27 settembre 1988 | Austria              |
| 12 | Guilherme Hage     | S/O   | 28 ottobre 1988   | Brasile              |
| 13 | Lauri Kerminen     | L     | 18 gennaio 1993   | Finlandia            |
| 14 | Ibán Pérez         | S/O   | 13 novembre 1983  | Spagna               |